# Masdevallia replicata
Masdevallia replicata là một loài thực vật có hoa trong họ Lan. Loài này được Königer mô tả khoa học đầu tiên năm 1985.